# Лозервиль
Лозерви́ль (фр. Lauzerville, окс. Lauservila) — коммуна во Франции, находится в регионе Юг — Пиренеи. Департамент — Верхняя Гаронна. Входит в состав кантона Ланта. Округ коммуны — Тулуза.
Код INSEE коммуны — 31284.

## География

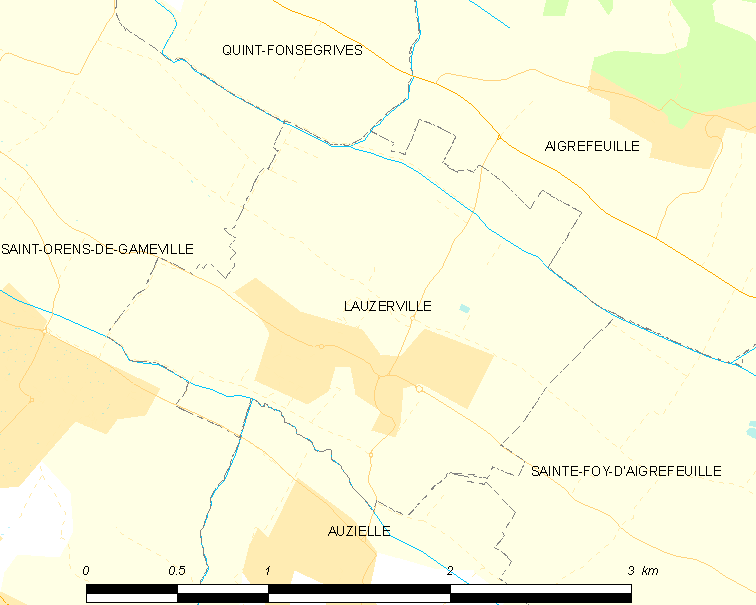
Карта коммуны

Коммуна расположена приблизительно в 600 км к югу от Парижа, в 12 км к юго-востоку от Тулузы.
На северо-востоке коммуны протекает река Сон.

## Климат
Климат умеренно-океанический. Зима мягкая и снежная, весна характеризуется сильными дождями и грозами, лето сухое и жаркое, осень солнечная. Преобладают сильные юго-восточные и северо-западные ветры.

## Население
Население коммуны на 2010 год составляло 1291 человек.
| 1962 | 1968 | 1975 | 1982 | 1990 | 1999 | 2010 |
| ---- | ---- | ---- | ---- | ---- | ---- | ---- |
| 113  | 158  | 219  | 285  | 405  | 873  | 1291 |

## Администрация
| Период | Период | Фамилия        | Партия                  | Примечания |
| ------ | ------ | -------------- | ----------------------- | ---------- |
| 1971   | 2008   | Жорж Ронсе     | Социалистическая партия |            |
| 2008   | 2020   | Брюно Можикато | Разные левые            |            |

## Экономика
В 2010 году среди 888 человек трудоспособного возраста (15—64 лет) 677 были экономически активными, 211 — неактивными (показатель активности — 76,2 %, в 1999 году было 74,4 %). Из 677 активных жителей работали 632 человека (329 мужчин и 303 женщины), безработных было 45 (18 мужчин и 27 женщин). Среди 211 неактивных 122 человека были учениками или студентами, 56 — пенсионерами, 33 были неактивными по другим причинам.

## Достопримечательности
- Церковь Св. Архангела Михаила (XIX век)